# Serie 354 de Renfe
La Serie 354 de Renfe, antiguamente denominadas 4000-T, fue una serie de 8 locomotoras diésel hidráulicas de Talgo fabricadas en Alemania por Krauss-Maffei para remolcar los Talgos pendulares que habían salido poco antes de la adjudicación de estas máquinas. Su aspecto es muy similar a la Serie 353 de Renfe pero con ciertas mejoras, sobre todo en lo que a potencia se refiere.
Entregadas entre 1983 y 1984, estas locomotoras ofrecían una potencia total de 4171 CV, potencia nunca alcanzada por ninguna otra locomotora del parque de Renfe. Dicha potencia era necesaria para poder arrastrar los nuevos Talgos pendulares, que gracias a su sistema de pendulación natural pueden soportar una aceleración lateral mucho mayor que otros trenes convencionales, con lo que el paso por curva puede ser un 25 % más rápido. Con estos parámetros la velocidad máxima de este tren inicialmente era de 180 km/h. Aunque años más tarde se les introdujo un nuevo puente reductor que ofrecía un engranaje más y permitió subir la velocidad máxima de estas locomotoras hasta los 200 km/h. Las únicas locomotoras diésel del parque de Renfe Operadora que poseen un rombo de velocidad máxima de 200 km/h son la serie 334 de Renfe destinadas a sustituir a esta serie, aunque los resultados de estas últimas en cuanto a potencia son bajos comparada con las 354.
Estas locomotoras dieron un resultado espectacular y su uso fue siempre muy intenso por el buen funcionamiento, pero también sufrieron una serie de infortunios que redujeron la serie a 3 unidades: un accidente entre dos unidades en Linarejos; otro en Hellín; otro en Tobarra; otro en Chinchilla en 2003; y una última que se incendió.
Además, algunas fueron repintadas con los colores de Grandes Líneas de Renfe Operadora (azul claro y blanco).

## Retirada del servicio

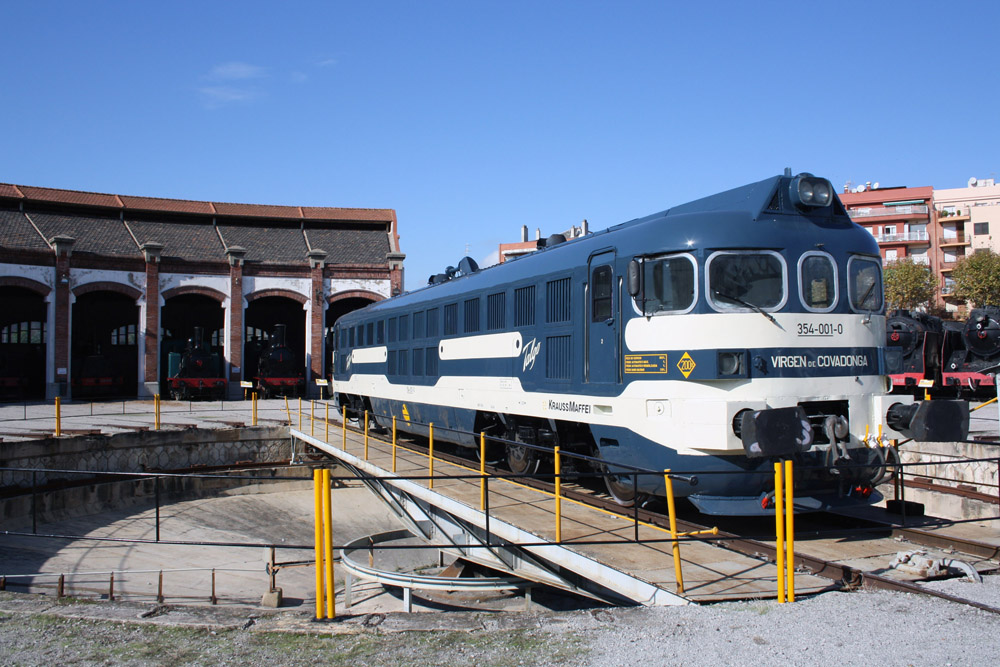
La locomotora 354-001 "Virgen de Covadonga" restaurada en el Museo del Ferrocarril de Cataluña.

En julio de 2009 Renfe Operadora decide retirar las tres locomotoras de la serie que quedaban en circulación. A pesar de los millones de kilómetros hechos y del buen servicio prestado la compañía justifica esta decisión en lo costoso que resulta el mantenimiento de una serie de sólo tres locomotoras. Finalmente, fue en diciembre de 2009 cuando dejaron de prestar servicio.
Su último viaje lo realizó el 11 de diciembre de 2009 la locomotora 354-008 Virgen de Montserrat prestando el servicio Altaria número 227 Cartagena-Madrid.
Diversas asociaciones de aficionados pidieron la preservación en orden de marcha de alguna de las tres supervivientes de la serie considerada por conocedores del mundo del tren[¿quién?] como la mejor diésel de Renfe. Actualmente, el Museo del Ferrocarril de Villanueva y Geltrú, conserva la locomotora 354-001 ("Virgen de Covadonga"), después de ser restaurada por la Fundación de los Ferrocarriles Españoles (FFE) en colaboración con la Asociación de Amigos del Ferrocarril de Madrid (AAFM).
Las otras dos locomotoras restantes, las 354-008 y 354-006, fueron desguazadas en la factoría Talgo de Las Matas en julio de 2014 junto con los restos de la 354-004 que estuvo durante años precintada por mandato judicial después del accidente de Tobarra.

## Nombres
| 354-001 (4001-T)    | 354-002 (4002-T)      | 354-003 (4003-T)         | 354-004 (4004-T)     |
| ------------------- | --------------------- | ------------------------ | -------------------- |
|                     |                       |                          |                      |
| Virgen de Covadonga | Virgen de la Macarena | Virgen de la Encarnación | Virgen de Guadalupe  |
| 354-005 (4005-T)    | 354-006 (4006-T)      | 354-007 (4007-T)         | 354-008 (4008-T)     |
|                     |                       |                          |                      |
| Virgen del Pilar    | Virgen de Aránzazu    | Virgen de Begoña         | Virgen de Montserrat |

- 354-001 (4001-T) Virgen de Covadonga
- 354-002 (4002-T) Virgen de la Macarena
- 354-003 (4003-T) Virgen de la Encarnación
- 354-004 (4004-T) Virgen de Guadalupe
- 354-005 (4005-T) Virgen del Pilar
- 354-006 (4006-T) Virgen de Aránzazu
- 354-007 (4007-T) Virgen de Begoña
- 354-008 (4008-T) Virgen de Montserrat